# هاد (بازی ویدئویی)

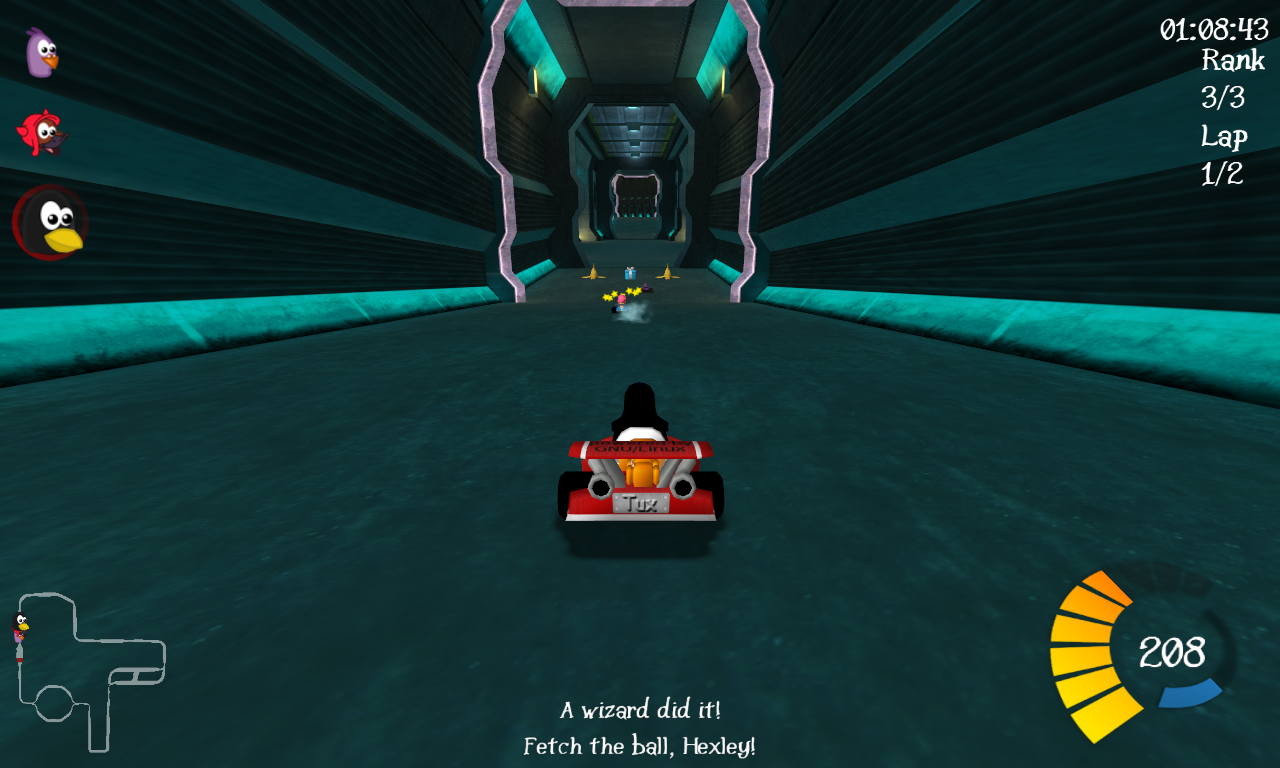
نمایش سرعت (به صورت عدد و درجه) و اطلاعات دیگر در بازی سوپرتاکس‌کارت

در بازی‌های ویدئویی، هاد (به انگلیسی: HUD) یا نوار وضعیت روشی است که اطلاعات به شیوه دیداری به بازیکن منتقل می‌شود و یک نوع واسط کاربری بازی محسوب می‌شود. نام آن از سامانه هاد موجود در هواگرد‌های جدید الهام گرفته شده‌است. هاد بیشتر برای نشان دادن اطلاعاتی از قبیل سلامت شخصیت بازی، تجهیزات و میزان پیشرفت بازی (مانند امتیاز و مرحله) به کار می‌رود.